# Fotóalbum

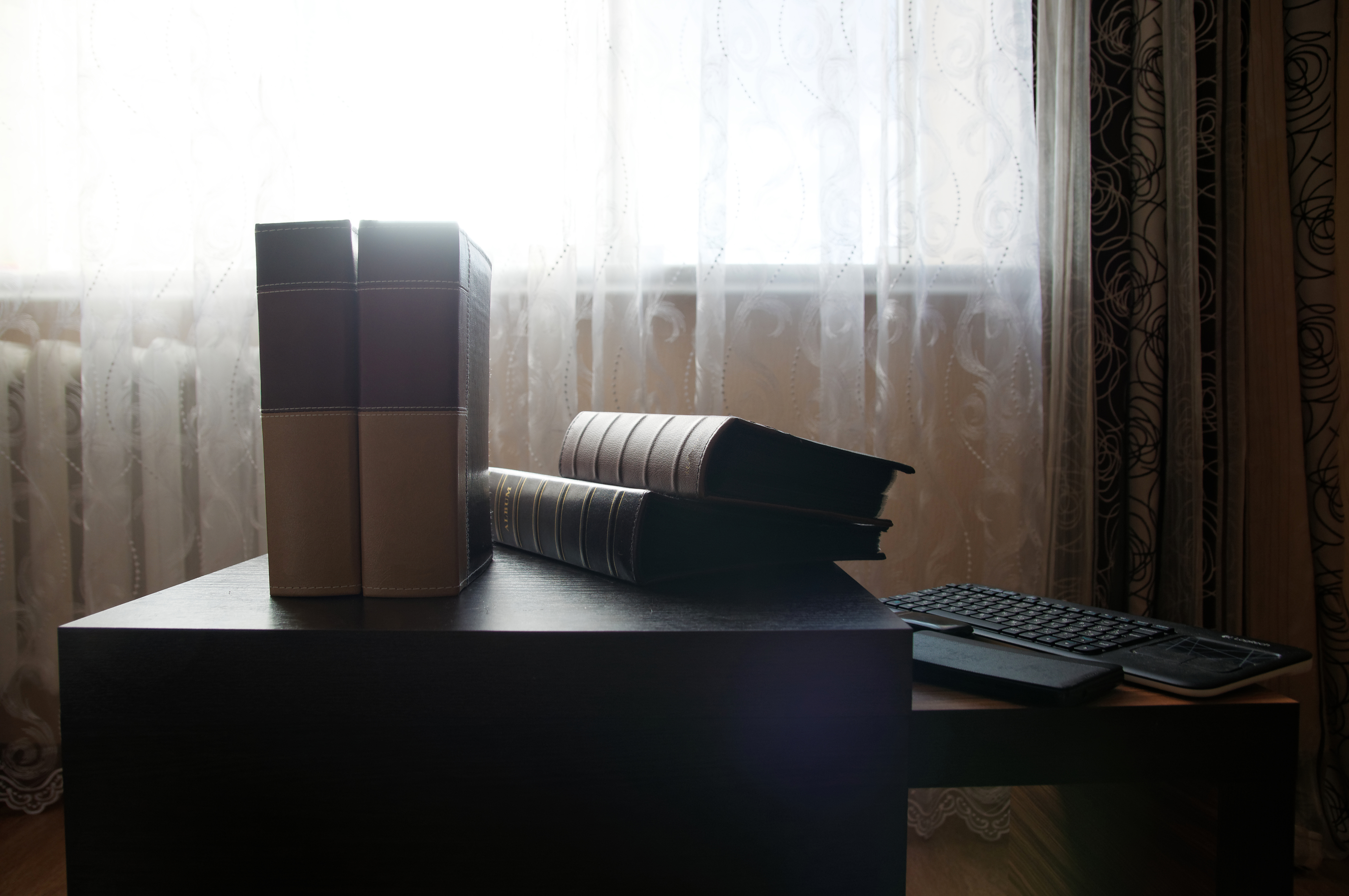

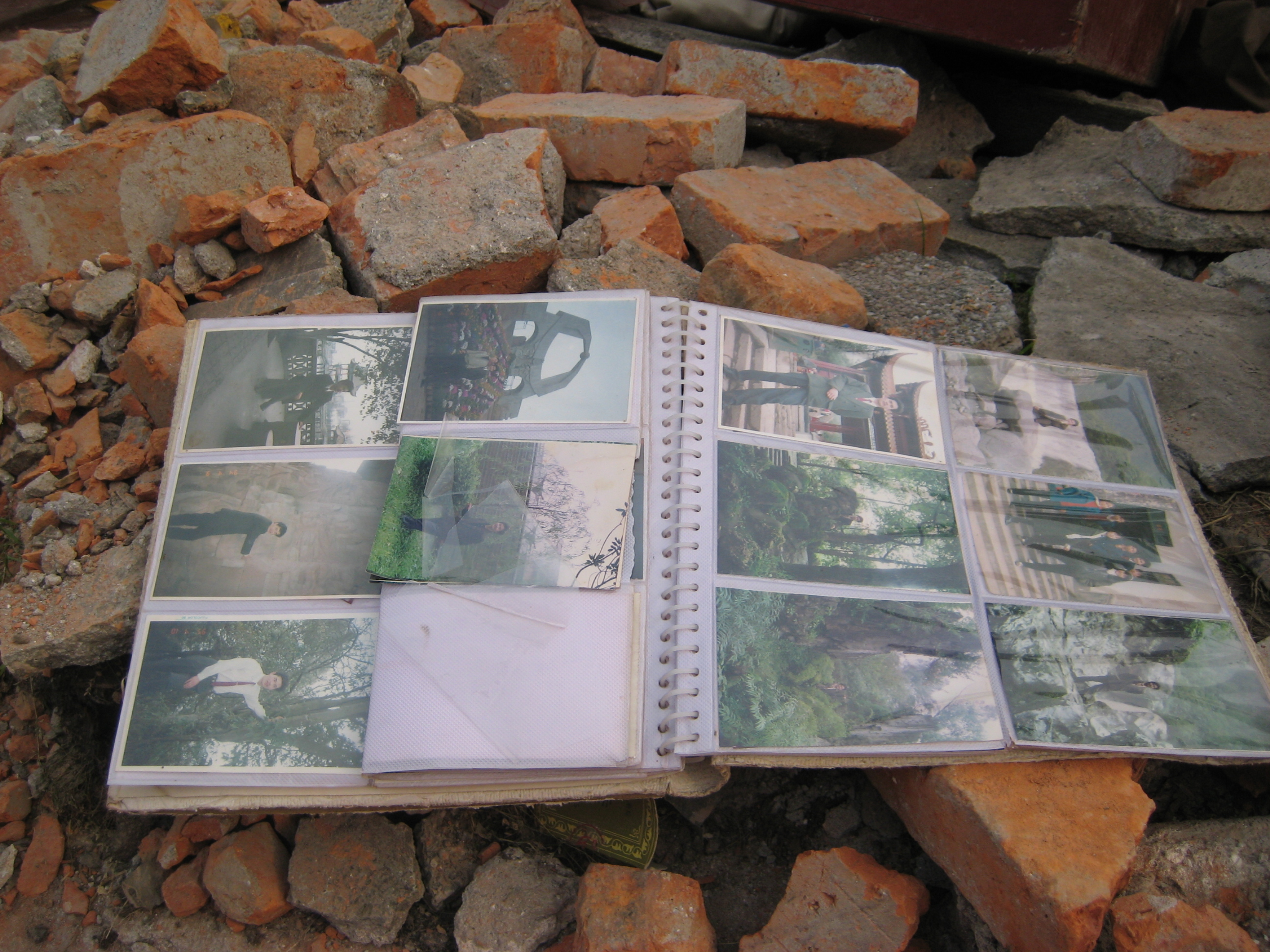

A fotóalbum egy albumban elhelyezett fényképgyűjtemény, amely a képek rendezett bemutatására szolgáló legelterjedtebb és legrégebb óta ismert médium.

## Története
Néhány klasszikus könyv-formátumú fotóalbum tartalmazhat olyan rekeszeket, amelyekben a fényképek szabadon cserélhetők; a többi album vastag papír felhasználásával készül, melynek oldalain a fotók tetszés szerint elhelyezhetők. A régi stílusú albumok gyakran egyszerű könyvkötéssel készültek, melyeket ragasztós „fotósarok”-kal vagy a fényképek hátsó felületének beragasztózásával rögzítettek az albumba. A klasszikus, legszélesebb körben ismert fotóalbum jellemző ismertetőjele a fekete fotókartonból készült oldalak, valamint az egyes oldalak között elhelyezett pauszpapír, amely az oldalakon elhelyezett fotók egymáshoz való súrlódását gátolta meg.
A fotóalbumra mutatkozó igény az új digitális médiumok és az internet megjelenésével átmenetileg háttérbe szorultak, mivel a digitális eszközök lehetőséget kínáltak az emberiség számára a korlátlan és azonnali információmegosztásra, így a képek megosztására is. A digitális képmegjelenítő eszközök beférkőztek a mindennapjainkba, ezzel a virtuális képet soha nem látott értékkel felruházva. Ezzel párhuzamosan a digitális képkészítés fejlődésével a fotók értéke le is csökkent azáltal, hogy bárki számára hozzáférhetővé vált a technológia, így alacsony anyagi ráfordítás mellett, most már akárki, és szinte korlátlan mennyiségű képet készíthet.

## A fotóalbum ma
A digitális képrengeteg veszélye abban rejlik, hogy közöttük könnyen el tudnak veszni az értékesebb darabok is. Ez a jelenség hívta ismét életre a fotóalbumot amely egy rövid időre feledésbe merülhetett a digitális képkészítés megjelenésének köszönhetően. Manapság egyre nagyobb igény mutatkozik arra, hogy a családi események kézzelfogható, lapozható formában kerüljenek megőrzésre az utókor számára.
A fotóalbum a jelenleg elérhető legszínvonalasabb forma a kiválasztott képek kézzel fogható, csoportba rendezett megjelenítésének. A fotóalbum összeállításához nem kell mást tenni, mint kiválasztani az albumban megjeleníteni kívánt képeket, majd egy online képszerkesztő szoftver segítségével megtervezhető az album. A képek ezt követően a legmodernebb fotótechnikai eljárással kerülnek levilágításra, ezzel elképesztő felbontást és képélességet biztosítva az albumnak.
A fotókönyvekkel ellentétben (amikor a képek közvetlenül kerülnek nyomtatásra egy vékonyabb papírra) itt egy karton vastag papírra történik az összeszerkesztett fotók felkasírozása, ezzel a nagyszüleink idejében alkalmazott papírvastagságot meghazudtoló tartást biztosítva minden oldalpárnak. A fotóalbum másik nagy előnye a fotókönyvvel szemben, hogy a kötési technológiának köszönhetően az oldalpárok teljesen síkba (180°-ban) szétnyithatók, ezzel biztosítva a legigényesebb, legkevesebb kompromisszummal járó fotómegjelenítési eljárást.

## Típusok
A fotóalbumokat többféle technikai megközelítésből lehet osztályozni.

### Méret szerint
Lehetőségünk van különböző méretű fotóalbumot gyártatni a zsebben elférő mérettől egészen a nagyobb könyvek méretéig.

### Borító anyaga szerint
- vászon (fotóval / fotó nélkül)
- műbőr (fotóval / fotó nélkül)
- párnázott (fotóval / fotó nélkül)
- plexivel bevont fotó
- lézermetszett mintával készült plexi

### Fotópapír típusa szerint
- Selyemfényű (matt) fotópapír
- Metallic (fényes) fotópapír

## Jelentősége
A modern technológiával gyártott, levilágítással készült fotók tartósságán túl a masszív kialakítású, minőségi alapanyagokból kézzel kötött album nem csak a képcsoportok egyben tartását, azok megóvását is nagyban szolgálja. A fotóalbum kiváló személyes ajándék is lehet, például:
- esküvői fotóalbum
- családi fotóalbum
- baba- és gyermek fotóalbum
- utazási fotóalbum
- szabadidős fotóalbum

A fotóalbum által képviselt minőség az üzleti szféra számos területén is hasznosítható a következő kategóriákban:
- portfólió album
- termékkatalógus
- üzleti kiadványok
- éves beszámolók